# Keyit
Keyit ist ein sehr selten vorkommendes Mineral aus der Mineralklasse der „Phosphate, Arsenate und Vanadate“. Er kristallisiert im monoklinen Kristallsystem mit der chemischen Zusammensetzung Cu2+3(Zn,Cu2+)4Cd2(AsO4)6(H2O)2 und ist damit chemisch gesehen ein wasserhaltiges Cadmium-Zink-Kupfer-Arsenat.
Keyit entwickelt bis 2 mm große, spitz zulaufende Kristalle, die prismatisch nach [001] bis tafelig nach {010} ausgebildet sind und zu subparallelen bis garbenförmigen Aggregaten zusammentreten. Größere „Kristalle“ stellen Aggregate aus in subparalleler Position verwachsenen Täfelchen dar.

## Etymologie und Geschichte
Als Entdecker des Keyits gilt der amerikanische Mineralhändler Charles Key, dem zu Beginn der 1970er Jahre auf Stufen aus Tsumeb winzige blaue Kriställchen auf Cuproadamin-Kristallen aufgefallen waren und der dieses Mineral den Autoren der Typpublikation zur Identifizierung zur Verfügung gestellt hatte. Entsprechende Untersuchungen führten zur Feststellung des Vorliegens eines neuen Minerals, welches 1975 von der International Mineralogical Association (IMA) anerkannt und 1977 von einem englischen Forscherteam mit Peter G. Embrey, Eva E. Fejer und Andrew M. Clark als Keyit beschrieben wurde. Benannt wurde das Mineral nach seinem Entdecker Charles Locke Key (* 1935).
Typmaterial des Minerals wird im Natural History Museum, London (Holotyp, Katalog-Nr. 1973,236 und 1975,660) und an der Harvard University, Cambridge, Massachusetts (Katalog-Nr. 117116, 117117), aufbewahrt.

## Klassifikation
In der mittlerweile veralteten, aber noch gebräuchlichen 8. Auflage der Mineralsystematik nach Strunz gehörte der Keyit zur Mineralklasse der „Phosphate, Arsenate und Vanadate“ und dort zur Abteilung der „Wasserhaltigen Phosphate ohne fremde Anionen“, wo er als einziges Mitglied die eigenständige Gruppe VII/C.30 bildete.
Die seit 2001 gültige und von der International Mineralogical Association (IMA) verwendete 9. Auflage der Strunz’schen Mineralsystematik ordnet den Keyit ebenfalls in die Abteilung der „Phosphate usw. ohne zusätzliche Anionen; mit H2O“ ein. Diese ist allerdings weiter unterteilt nach der relativen Größe der beteiligten Kationen, so dass das Mineral entsprechend seiner Zusammensetzung in der Unterabteilung „Mit kleinen und großen/mittelgroßen Kationen“ zu finden ist, wo es als einziges Mitglied die unbenannte Gruppe 8.CA.50 bildet.
Auch die vorwiegend im englischen Sprachraum gebräuchliche Systematik der Minerale nach Dana ordnet den Keyit in die Klasse der „Phosphate, Arsenate und Vanadate“ und dort in die Abteilung der „Wasserhaltigen Phosphate etc.“ ein. Hier ist er als einziges Mitglied in der unbenannten Gruppe 38.03.08 innerhalb der Unterabteilung der „Wasserfreien Phosphate etc., (A+B2+)3(XO4)2“ zu finden.
Neue Untersuchungen haben allerdings gezeigt, dass die Kristallstruktur des Keyits – ähnlich wie die seines calciumdominanten Analogons Erikapohlit – mit dem Alluaudit-Strukturtyp vergleichbar ist, womit Keyit in die Alluaudit-Mineralgruppe (was in der Systematik nach Strunz (9. Auflage) der Hagendorfitgruppe mit der Systemnummer 8.AC.10 entspricht) einzuordnen wäre.

## Chemismus
Keyit bildet das cadmiumdominante Analogon zum calciumdominierten Erikapohlit und stellt ferner auch das fluordominante Analogon zum synthetischen hydroxyldominierten Al2GeO4(OH)2 dar. Nach den Untersuchungen von Cooper und Hawthorne wurde die Formel des Keyits stark revidiert.
Keyit hat die gemessene Zusammensetzung Cu3(Zn3,68Cu0,14)Σ=3,82(Cd1,69Mn0,20 Ca0,14Pb0,10)Σ=2,13(AsO4)6,02·2H2O, was vereinfacht als Cu2+3(Zn,Cu2+)4Cd2(AsO4)6(H2O)2 geschrieben werden kann.
Neue Untersuchungen haben gezeigt, dass der Keyit als isotype Verbindung zum Erikapohlit wie dieser strukturell in die Alluaudit-Gruppe eingeordnet werden kann. Dabei wurde deutlich, dass Pb2+ in den Kanälen der Alluaudit-Struktur zum Teil Cu2+ ersetzt, was ferner dazu führt, dass sich die Konzentration der das Cu koordinierenden H2O-Liganden verringert. Aus diesen Untersuchungen ergibt sich auch eine neue chemische Formel mit (CuxPb1-x)Cu2Zn4Cd2(AsO4)6·(H2O)2x.

## Kristallstruktur
Keyit wurde ursprünglich als monoklin in der Raumgruppe I2/a (Raumgruppen-Nr. 15, Stellung 7) mit den Gitterparametern a = 11,654 Å; b = 12,780 Å; c = 6,840 Å und β = 99,11° sowie zwei Formeleinheiten pro Elementarzelle beschrieben.
Im Zusammenhang mit der Beschreibung von Erikapohlit erfolgte aktuelle Untersuchungen haben gezeigt, dass Keyit wahrscheinlich in die Alluaudit-Gruppe zu stellen ist. Positionen, die bei den Mineralen der Alluaudit-Gruppe von Natrium oder anderen monovalenten Kationen besetzt sind, werden im Keyit durch Cu-Atome, H2O-Gruppen und Pb-Atome eingenommen. Obwohl Keyit metrisch monoklin ist, ergibt sich durch die bevorzugte Ordnung von Cu2+-Kationen auf einer Position eine trikline Symmetrie, die eine durch Jahn-Teller-Effekte gestörte Koordinations-Umgebung mit vier Sauerstoffatomen und zwei H2O-Molekülen zeigt. Der wahre Wassergehalt im Keyit ist infolge von Pb-Substitution für Cu und assoziiertes H2O geringer als zwei H2O pro Formeleinheit. Neben der Ordnung der Cu-Atome äußert sich die Abweichung von der monoklinen Symmetrie am deutlichsten in der Position des H2O und des Pb.
Die Kristallstruktur des Keyits enthält zwei verschiedene Cu2+-Positionen: Cu(1) ist oktaedrisch koordiniert und von vier Sauerstoffatomen und zwei H2O-Gruppen umgeben; die Position ist genau zur Hälfte mit Cu2+ gefüllt. Cu(2) ist durch vier Sauerstoffatome in quadratisch-planarer Anordnung koordiniert. Es existiert eine Zn-Position, auf der Zn und in untergeordnetem Maße Cu2+ sitzen, die durch sechs Sauerstoffatome oktaedrisch koordiniert ist. Ferner existiert eine Cd-Position, die hauptsächlich durch Cd2+ besetzt wird und durch sechs Sauerstoffatome in trigonal-prismatischer Anordnung koordiniert wird. Außerdem existieren zwei As-Positionen, die beide durch As5+ besetzt und tetraedrisch durch Sauerstoffatome koordiniert werden. Die Cu(1)φ6-Oktaeder (φ: unspezifizierte Liganden) besitzen gemeinsame Ecken und bilden [Cuφ5]-Ketten, in welchen nur alternierende Oktaeder besetzt sind. Diese Kette wird von AsO4-Tetraedern und CdO6-Polyedern flankiert, wodurch sich ein polyedrisches Band [Cu(1)2Cd2(AsO4)2O14] bildet, welches sich in Richtung der c-Achse [001] erstreckt. Diese Bänder sind durch CuO4-Gruppen quervernetzt und bilden Schichten parallel (100). Diese Schichten wechseln sich mit parallelen Schichten aus [Zn2O10]-Dimern und AsO4-Tetraedern ab und bilden ein sehr komplexes heteropolyedrisches Gerüst.

## Eigenschaften

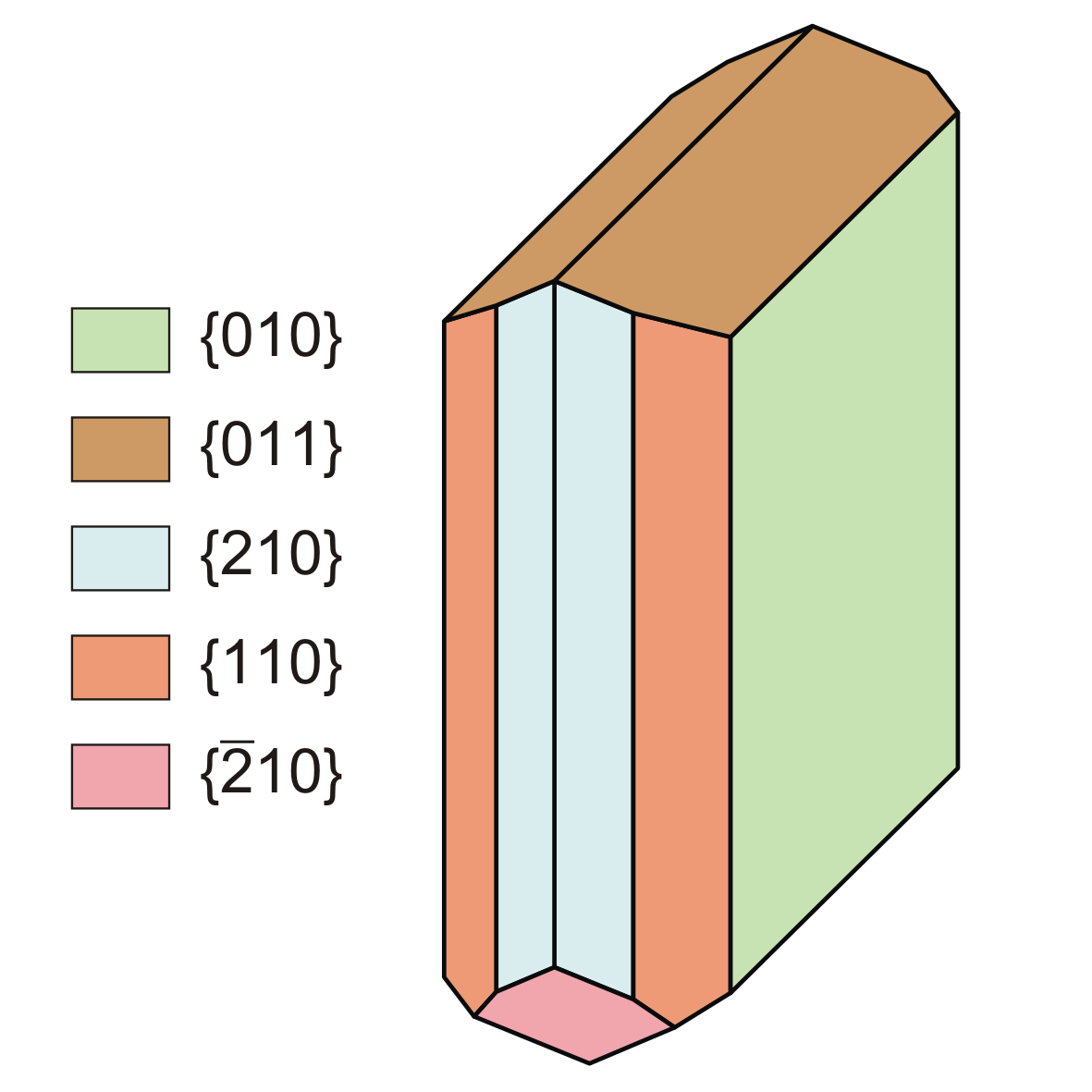
Zeichnung eines Keyit-Kristalls aus der Tsumeb Mine. Die Indices beziehen sich auf eine monoklin-innenzentrierte Zelle

### Morphologie
Keyit bildet bis 2 mm große Kristalle, die prismatisch nach [001] bis tafelig nach {010} ausgebildet sind und durch die Ausbildung von {011} im Bereich der Terminierungen spitz zulaufen. An ihnen sind die Flächenformen {010}, {110}, {210}, {011} und {201} identifiziert worden, wobei die terminierende Form {201} nur an den größten Kristallen zu erkennen ist. Ausbildung von Tracht und Habitus des rechts abgebildeten Kristalls beruhen allerdings nicht auf kristallographischen Vermessungen, sondern auf Vergleichen von berechneten Winkeln mit REM-Fotos. Üblicherweise stellen größere „Kristalle“ Aggregate aus in subparalleler Position verwachsenen Täfelchen dar. Neben der subparallelen Verwachsung treten die einzelnen Keyitkristalle auch zu garbenförmigen Aggregaten zusammen. Zwillinge wurden nicht beobachtet.

### Physikalische und chemische Eigenschaften
Die Kristalle des Keyits sind durchscheinend und tief himmelblau, ihre Strichfarbe wird mit hellblau angegeben. Angaben zu Glanz, Tenazität und Bruch für Keyit existieren nicht.
Das Mineral besitzt eine gute Spaltbarkeit nach {001}. Mit einer Mohshärte von 3,5 bis 4 gehört Keyit zu den mittelharten Mineralen, die sich etwas leichter als das Referenzmineral Fluorit mit dem Taschenmesser ritzen lassen. Die gemessene Dichte ist > 4,2 g/cm³, die berechnete Dichte des Minerals liegt bei 5,106 g/cm³.
Keyit löst sich in konzentrierter Salzsäure und Salpetersäure auf. Bei Erhitzung Schwarzfärbung, kein Wasser im Kölbchen.

## Bildung und Fundorte
Das Mineral konnte bisher (Stand 2016) nur an seiner Typlokalität und einem weiteren Fundpunkt gefunden werden. Als Typlokalität gilt die weltberühmte Cu-Pb-Zn-Ag-Ge-Cd-Lagerstätte der „Tsumeb Mine“ (Tsumcorp Mine) in Tsumeb, Region Oshikoto, Namibia. Ein weiterer Fund gelang in der für die hier vorkommenden Cadmium-Minerale berühmten „Esperanza Mine“ (Typlokalität für Niedermayrit) bei Lavrion im Lavrion District, Region Attika, Griechenland.
Keyit ist ein typisches Sekundärmineral und bildete sich in der Oxidationszone der in Dolomitsteinen sitzenden hydrothermalen polymetallischen Erzlagerstätte Tsumeb zusammen mit anderen kupfer- und arsenhaltigen Mineralen.
Auf den ersten bekannt gewordenen Stufen sitzt Keyit auf der kupferreichen Adamin-Varietät Cuproadamin in Form von grünen Prismen, der wiederum auf einer Tennantit-Matrix kristallisierte. Die Vergesellschaftung mit Cuproadamin ist sehr charakteristisch, die beiden Minerale kristallisierten mehr oder weniger gleichzeitig, da Keyit zum Teil auf Cuproadamin sitzt, zum Teil von diesem eingeschlossen wird. Auf später bekannt gewordenen Stufen finden sich auch bis 2 cm große Schultenit-Prismen, milchigweißer Quarz sowie bis zu 1 mm große Kristalle von Metazeunerit auf Cuproadamin.

## Verwendung
Mit CdO-Gehalten von rund 14 % wäre Keyit ein reiches Cadmiumerz. Aufgrund der Seltenheit und des prächtigen Farbkontrasts zwischen Keyit und seinen Begleitmineralen ist er aber vor allem für den Mineralsammler interessant.